# Stigmella epicosma
Stigmella epicosma là một loài bướm đêm thuộc họ Nepticulidae. Nó được miêu tả bởi Edward Meyrick năm 1915, và được tìm thấy ở Peru.